# Joachim Kunz
Joachim Kunz (n. 9 februarie 1959, Stollberg/Erzgeb., Saxonia, Germania) este un halterofil ce a reprezentat Republica Democrată Germană, medaliat olimpic. A participat la 2 ediții ale Jocurilor Olimpice (1980, 1988) în care a câștigat o medalie de aur și o medalie de argint.